# Vườn quốc gia Cozia
Vườn quốc gia Cozia (tiếng Romania: Parcul Național Cozia) là một vườn quốc gia của Rumani, nằm ở phía đông bắc của hạt Vâlcea thuộc ranh giới của các đô thị và thị trấn Brezoi, Calimanesti, Racoviţă, Perisani, Salatrucel và Berislavesti.

## Mô tả
Vườn quốc gia nằm ở trung tâm của dãy Nam Carpath, phía đông nam của dãy núi Lotru và phía đông của dãy núi Căpăţânii giữa dòng sông Olt. Vườn quốc gia này có diện tích 171 km², được tuyên bố là một khu bảo tồn thiên nhiên vào năm 2000. Nó đại diện cho cảnh quan tự nhiên núi cao với hệ động thực vật đặc trưng của dãy Nam Carpath. Hai khu rừng sồi trong vườn quốc gia là một phần của Di sản thế giới Các khu rừng sồi nguyên sinh trên dãy Carpath và các khu vực khác của châu Âu được thêm vào năm 2017. Cozia cũng là vườn quốc gia có số lượng lớn loài địa y theo một nghiên cứu của hai nhà khoa học Thổ Nhĩ Kỳ vào năm 2007.